# Love Your Enemy
Love Your Enemy (en hangul, 사랑은 외나무다리에서; romanización revisada, Sarangeun oenamudarieseo; literalmente, «El amor está en el puente del árbol solitario») es una serie de televisión surcoreana escrita por Lim Hye-jin, dirigida por Park Jun-hwa, y protagonizada por Ju Ji-hoon y Jung Yu-mi. Se emitirá por el canal tvN desde el 23 de noviembre hasta el 29 de diciembre de 2024, en horario de sábados y domingos a las 21:20 (hora local coreana). También estará disponible en las plataformas Viki (para países de América, Europa y Oceanía) y Disney+.

## Sinopsis
Las vidas de Seok Ji-won y Yoon Ji-won siempre han estado conectadas, aunque para mal: nacieron el mismo día en el seno de dos familias enemistadas por generaciones, y ambos recibieron el mismo nombre. Al crecer, parecía que desafiaban sus antecedentes familiares al enamorarse en la secundaria, pero la relación terminó mal cuando Seok Ji-won abandonó su ciudad natal. Ahora, siendo ya treintañeros, se reencuentran de forma inesperada en la escuela donde estudiaron: él es el nuevo director de la misma, mientras que ella trabaja como profesora de educación física. Su reencuentro hace que reafloren la ira, el resentimiento y las emociones soterradas, y ambos se ven obligados a enfrentarse entre sí y con su pasado no resuelto.

## Reparto

### Protagonistas
- Ju Ji-hoon como Seok Ji-won, director ejecutivo de Seokban Construction y nuevo presidente de la escuela secundaria Dokmok. Abandonó su ciudad natal y su escuela debido a circunstancias familiares, pero regresó a su ciudad natal como presidente de la fundación y se encontró nuevamente con Yoon Ji-won, su gran rival, que le gruñe al verlo incluso después de dieciocho años.[3][4]
  - Hong Min-gi como Seok Ji-won de adolescente.[5][6]
- Jung Yu-mi como Yoon Ji-won, profesora de educación física en el Club de Experiencia Creativa de la Escuela Secundaria Dokmok. Cuando era estudiante, la apodaban «perro loco de la escuela secundaria Dokmok» porque no podía tolerar la injusticia, los malos hábitos y la irracionalidad; ese perro loco, que había quedado dormido mientras se hacía adulta, despierta después de encontrarse de nuevo con Seok Ji-won.[3][7]
  - Oh Ye-ju como Yoon Ji-won de adolescente, una chica apasionada con sentido de la justicia.[8][9][10]
- Lee Si-woo como Gong Moon-soo, exnadador de secundaria y actual profesor de educación física en prácticas. Tiene una personalidad brillante e inocente, y recibe una supervisión intensiva de Yoon Ji-won.[11][12]

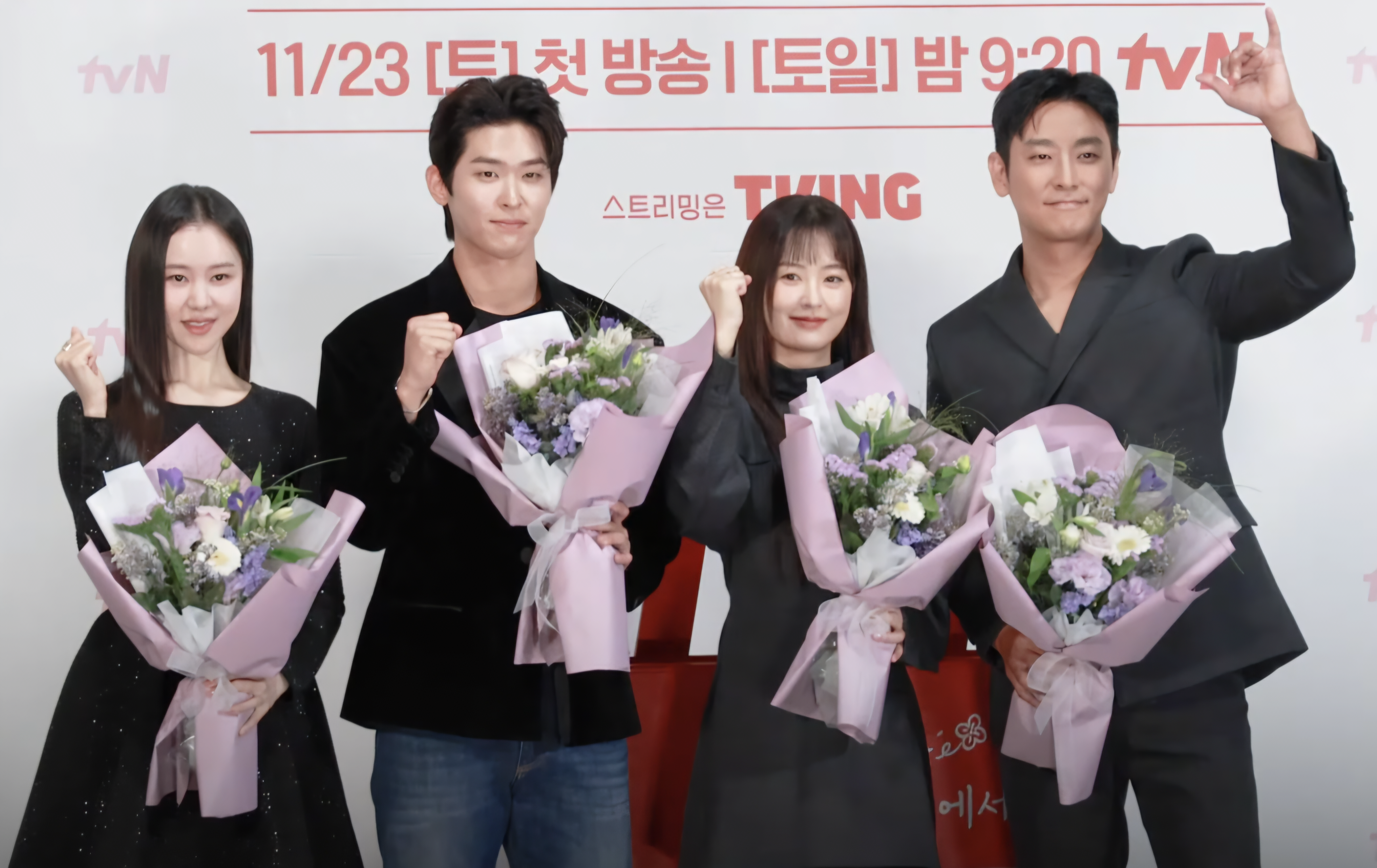
Los cuatro protagonistas de Love Your Enemy durante la conferencia de prensa de presentación, noviembre de 2024

- Kim Ye-won como Cha Ji-hye, profesora de matemáticas en la escuela secundaria Dokmok, que también es amiga de la infancia de Seok Ji-won y Yoon Ji-won. Creció viéndolos pelear todos los días. Sin embargo, tiene un secreto que no puede revelar ni siquiera a sus amigos más cercanos.[13][14]
- Kim Kap-soo como Yoon Jae-ho, el abuelo de Yoon Ji-won y expresidente de la escuela secundaria Dokmok. Es una persona que amaba intensamente la vida porque trabajar duro no era suficiente. Aunque dirigía la empresa de transporte más grande de la región, sentía tal afecto y orgullo por la escuela Dokmok que él mismo la construyó.[15][16]

### Reparto secundario

#### Familia de Seok Ji-won
- Kim Jung-young como Han Yeong-eun, la madre de Seok Ji-won, que tiene dinero y fama, pero piensa que la vida es aburrida y espera que su hijo pueda tener una buena esposa y viva una vida divertida como su hija.[17][18]

- Lee Byung-joon como Seok Kyung-tae, el padre de Seok Ji-won, que dirige una importante empresa de construcción, se prepara para entrar en política, pero su resentimiento se profundiza a medida que su negocio se vuelve difícil debido a la familia de Yoon Ji-won.[19][20]

#### Profesores de la escuela secundaria Dokmok
- Lee Seung-joon como Ji Gyeong-hoon, el director administrativo de la escuela secundaria Dokmok y amigo del padre de Yoon Ji-won, Yoon Ho-seok.[21]

- Jeon Hye-jin como Maeng Soo-ah, profesora de matemáticas en la escuela secundaria Dokmok y la mejor amiga de Yoon Ji-won. Parece una persona impetuosa que se enamora fácilmente, tiene citas apasionadas y termina con las relaciones rápidamente. Siente un profundo aprecio por su amiga Yoon Ji-won.[22][23]

- Baek Hyun-joo como Kang Young-jae, subdirectora de la escuela secundaria Dokmok, que aspira al puesto de director.[24]

- Kim Jae-chul como Hong Tae-oh, enfermero escolar en la escuela secundaria Dokmok; tiene una personalidad cálida y tranquila. Cuida mucho de sus estudiantes y compañeros docentes y se considera un gran apoyo en la escuela.[25][21]
- Yoon Seo-hyun como Byeong-Soo, profesor de coreano y director del departamento de Asuntos Académicos.
- Kim Hee-chang  como Lee Jae-gyu, profesor de química y director del departamento de Experiencia Creativa.
- Yi Seo como Jang On-yu, profesora de lengua coreana y miembro del departamento de Admisiones a la Universidad.

#### Estudiantes en la clase de Yoon Ji-won
- Choi Yoon-ji como Go Hae-soo, la presidenta de la clase 2-1, una estudiante modelo que no puede hacer nada más que estudiar.[26]

- Jo Beom-gyu como Eom Ki-seok, un estudiante polifacético al que se le da bien todo menos estudiar.[26]

- Ji Ga-eun como Kim Yu-mi, la mejor amiga de Hae-soo, a la que admira, aunque también está celosa de ella.[27]

- Song Ga-yeon como Jeong-yul, una estudiante que se transfiere a la clase de Yoon Ji-won, que no se lleva bien con nadie.[28]

#### Otros
- Kim Hyun-mok como Lee Ki-ha, el secretario de Seok Ji-won.[29][29]
- Yoon Jae-chan como Yoo Hong-jae, el mejor amigo de la infancia de Yoon Ji-won y Seok Ji-won, y especialmente cercano a este último. Es el más líder y alegre cuando está con amigos.[30]

### Apariciones especiales
- Jo Jae-yoon como Park Dong-jin, director general de Seokban Construction, que ve a Seok Ji-won como una espina en su costado.[31]

- Im Chul-soo como Yoo Hong-jae de adulto.[31][32]

- Bae Hyun-sung como Yoon Jae-ho de joven.[31]

- Moon Sang-min como Seok Ban-hee de joven.[31]

## Producción
Love Your Enemy está planificada por Studio Dragon y producida por Blitzway Productions; está escrita por Lim Ye-jin, coguionista de The Tale of Nokdu y Love in the Moonlight; el director es Park Joon-hwa, director también de grandes éxitos televisivos como ¿Qué le ocurre a la secretaria Kim? y Alquimia de almas.
En enero de 2024 algunos medios periodísticos informaron de que Ju Ji-hoon estaba considerando participar en la serie. Ya el año anterior el actor había mencionado su deseo de actuar en un drama romántico, pues no lo había hecho precisamente desde su debut con Princess Hours (MBC, 2006). El 21 de febrero de 2024 se anunció el nombre de Jung Yu-mi como coprotagonista, tras una ausencia de cuatro años del medio televisivo. En junio se añadió el nombre de Lee Si-woo.
La selección del reparto terminó en abril de 2024; ese mismo mes se llevó a cabo la lectura del guion, y se preparaba ya el rodaje, cuyo comienzo estaba previsto para mayo. Se decidió entonces mantener el título original coreano, sobre el que anteriormente habían surgido dudas.
La banda sonora original de la serie está a cargo del Studio Maum C, que entre sus últimas producciones cuenta las músicas de Mi diario de liberación, Curso intensivo de amor y Con tacto especial.
El 10 de octubre de 2024 tvN confirmó como fecha del estreno el 23 de noviembre, tras el final de Jeong-nyeon: The Star Is Born, y publicó imágenes de la lectura del guion por el reparto. La producción se presentó en una conferencia de prensa celebrada el 18 de noviembre en el hotel Ramada Seoul Sindorim en el distrito de Guro, Seúl. A la misma asistieron el director Park Joon-hwa y los actores Ju Ji-hoon, Jung Yu-mi, Lee Si-woo y Kim Ye-won. Dos días después se distribuyó un vídeo donde los actores presentaban conjuntamente su trabajo.

## Audiencia
| Temporada | Temporada | Episodio número | Episodio número | Episodio número | Episodio número | Episodio número | Episodio número | Episodio número | Episodio número | Episodio número | Episodio número | Episodio número | Episodio número | Promedio |
| Temporada | Temporada | 1               | 2               | 3               | 4               | 5               | 6               | 7               | 8               | 9               | 10              | 11              | 12              | Promedio |
| --------- | --------- | --------------- | --------------- | --------------- | --------------- | --------------- | --------------- | --------------- | --------------- | --------------- | --------------- | --------------- | --------------- | -------- |
|           | 1         | 766             | 1423            | 781             | 1238            | 1047            | 1330            | 1261            | 1375            | 1041            | 1176            | 976             | 1481            | 1158     |

| Episodio | Fecha de emisión        | Índices de audiencia (Nielsen Korea) | Índices de audiencia (Nielsen Korea) |
| Episodio | Fecha de emisión        | Nacional                             | Seúl                                 |
| --- | ----------------------- | ------------------------------------ | ------------------------------------ |
| 1 | 23 de noviembre de 2024 | 3,488 % (1.ª)                        | 4,006 % (1.ª)                        |
| 2 | 24 de noviembre de 2024 | 6,453 % (1.ª)                        | 7,117 % (1.ª)                        |
| 3 | 30 de noviembre de 2024 | 3,332 % (1.ª)                        | 3,602 % (1.ª)                        |
| 4 | 1 de diciembre de 2024  | 5,438 % (1.ª)                        | 5,177 % (1.ª)                        |
| 5 | 7 de diciembre de 2024  | 5,048 % (1.ª)                        | 5,600 % (1.ª)                        |
| 6 | 8 de diciembre de 2024  | 5,543 % (1.ª)                        | 5,845 % (1.ª)                        |
| 7 | 14 de diciembre de 2024 | 5,130 % (1.ª)                        | 5,099 % (1.ª)                        |
| 8 | 15 de diciembre de 2024 | 5,655 % (1.ª)                        | 5,940 % (1.ª)                        |
| 9 | 21 de diciembre de 2024 | 4,279 % (1.ª)                        | 3,925 % (1.ª)                        |
| 10 | 22 de diciembre de 2024 | 4,672 % (1.ª)                        | 4,566 % (1.ª)                        |
| 11 | 28 de diciembre de 2024 | 3,948 % (1.ª)                        | 3,801 % (1.ª)                        |
| 12 | 29 de diciembre de 2024 | 6,472 % (1.ª)                        | 6,326 % (1.ª)                        |
| Promedio | Promedio                | 4,955 %                              | 5,084 %                              |
| - En la tabla superior, los números azules representan las calificaciones más bajas y los números rojos representan las más altas. - Esta serie se transmite en un canal de cable/televisión de pago, que normalmente tiene una audiencia menor respecto a las emisoras de televisión públicas/gratuitas (KBS, SBS, MBC y EBS). |                         |                                      |                                      |